# Idaea amnesta
Idaea amnesta là một loài bướm đêm trong họ Geometridae.